# 워크 인 더 선
《워크 인 더 선》(A Walk In The Sun)은 미국에서 제작된 루이스 마일스톤 감독의 1945년 전쟁, 드라마 영화이다. 1944년 10월 리버티 잡지에 연재된 해리 브라운의 소설에 기반을 둔다. 데이나 앤드루스 등이 주연으로 출연하였고 루이스 마일스톤 등이 제작에 참여하였다.

## 출연

### 주연
- 데이나 앤드루스
- 리처드 콘트

### 조연
- 조지 타인
- 존 아일랜드
- 로이드 브리지스
- 스테링 할러웨이
- 노먼 로이드
- 허버트 러들리
- 헌츠 홀
- 제임스 카드웰
- 조지 오퍼맨 주니어
- 스티브 브로디
- 맷 윌리스
- 크리스 드레이크
- 엘빈 햄머
- 빅터 커틀러
- 제이 노리스
- 존 켈로그
- 리처드 베네딕

## 기타
- 원작자: 해리 브라운
- 미술: 맥스 버티쉬